# Johannes Janett
Johannes Janett (* 17. April 1729 in Tschlin; † 27. Februar 1803 in Ust-Solicha) war ein Schweizer reformierter Pfarrer.

## Leben
Johannes Janett wurde im Unterengadin im Kanton Graubünden als Sohn einer Bauernfamilie geboren. Als er knapp zwei Jahre alt war, verstarb seine Mutter. Janett wurde bis zu seinem 15. Lebensjahr von den Geschwistern seiner Mutter erzogen. Er besuchte in seinem Heimatort die Dorfschule. Nachdem an einer laut Janett „epidemischen“ Krankheit sowohl sein Onkel als auch die drei Ortspfarrer verstorben waren, erwachte in ihm der Wunsch, selber Pfarrer zu werden. Der Vater, der seinen Sohn als landwirtschaftlichen Gehilfen benötigte, willigte nach langem Zögern in den Wunsch des Sohnes ein.
Johannes Janett besuchte von August 1749 bis Juli 1750 das Collegium philosophicum in Chur, wo er sich mit der Herrnhuter Brüdergemeine vertraut machte. In Bern studierte er 1750/1751 an der reformierten Akademie, 1751 legte er die Prüfung der evangelisch-rätischen Synode ab, um Pfarrer zu werden. Das Examen wurde allerdings nicht zugelassen; die Synode gab als Begründung an, Janett sei zu jung, obwohl er das für die Prüfung notwendige Alter überschritten hatte und Pfarrermangel herrschte. Der wahre Grund lag in seiner pietistischen Orientierung, verursacht durch die Brüdergemeine.
Zwei Jahre später konnte er die Prüfung abzulegen, aber erst am 13. Juni 1754 nahm man ihn in Ftan in die Synode auf und erteilte ihm das Recht, in Graubünden als Pfarrer tätig zu sein. In der Zeit zwischen Prüfung und Aufnahme war er als Hauslehrer und Hofmeister in Zernez tätig. Nach der Aufnahme in die Synode übernahm er jedoch zunächst keine Pfarrstelle. Nach 1756 war er in Luzein als Hauslehrer tätig, wo er zwei Jahre blieb.
1758 übernahm Janett die Pfarrstelle in Zernez, führte aber seine Hauslehrer-Tätigkeit weiter. Nach zwei Jahren traten gesundheitliche Probleme auf. 1763 gab er den Pfarrposten auf und zog im gleichen Jahr nach Neuwied um. Dort wurde er gebeten, eine Pfarrstelle zu übernehmen. Diesen Wunsch leitete er an die Brüdergemeine weiter. Schon bald wurde Janett für diesen Auftrag ausersehen. 
Im September 1764 reiste er über Lübeck nach St. Petersburg. Dort stand ihm eine Reise von 2000 Kilometern bevor, die ihn nach Sebastianowska (Saratow in Russland) führte, wo er Pfarrer werden sollte. Am 21. Februar 1765 wurde er dort von der Gemeinde begrüsst, am 10. März hielt er seinen ersten Gottesdienst. 38 Jahre lang war er zudem auch in Golyi Karamysch, Klutschi, Popowska sowie Ust-Solicha tätig.
Im Januar 1767 heiratete Janett die aus Kassel stammende Anna Katharina Reuter. In diesen Jahren bat man ihn immer wieder um Unterstützung von Pfarrereien in Kolonien von Wolgadeutschen, zeitweise arbeitete er auch als Mittler und Schlichter zwischen Kolonisten und staatlichen Behörden. 1797 ernannte man ihn zum Senior des evangelischen Kirchenwesens auf den Saratowschen Kolonien.
1802 verschlechterte sich sein gesundheitlicher Zustand jedoch wieder. Anfang 1803 erlitt er einen Schwächeanfall, von dem er sich nicht erholte. Johannes Janetts verstarb am 27. Februar 1803, am 3. März wurde er in der Kirche in Ust-Solicha begraben, wo er bis zum Ende tätig gewesen war. Janett gilt als erster Pfarrer aus der Schweiz in Wolgakolonien.